# Rhimphaliodes macrostigma
Rhimphaliodes macrostigma là một loài bướm đêm trong họ Crambidae.